# Aitor Kintana
Aitor Kintana Zarate, nacido el 15 de julio de 1975 en Vitoria (Álava, España), es un ciclista español, ex–profesional.
Debutó como profesional en 1998 con el equipo Euskaltel-Euskadi. A lo largo de su carrera profesional obtuvo 2 triunfos de etapa. En 2003 dio positivo por EPO en la Volta a Cataluña y en este año dejó el ciclismo profesional.

## Palmarés
2000
- 1 etapa del Tour del Porvenir

2003
- 1 etapa de la Volta a Cataluña

## Resultados en Grandes Vueltas y Campeonato del Mundo
Durante su carrera deportiva ha conseguido los siguientes puestos en las Grandes Vueltas y en los Campeonatos del Mundo en carretera:
| Carrera         | 1998 | 1999 | 2000 | 2001 | 2002 | 2003 |
| --------------- | ---- | ---- | ---- | ---- | ---- | ---- |
| Giro de Italia  | -    | -    | -    | -    | -    | -    |
| Tour de Francia | -    | -    | -    | -    | -    | -    |
| Vuelta a España | -    | -    | -    | Ab.  | 53.º | -    |
| Mundial en Ruta | -    | -    | -    | -    | -    | -    |

-: No participa

Ab.: Abandono

## Equipos
- Euskaltel-Euskadi (1998-2000)
- Jazztel-Costa de Almería (2001)
- BigMat-Auber 93 (2002)
- Labarca 2-Cafés Baqué (2003)